# Мессьє 67
Мессьє 67 (також відоме як М67 та NGC 2682) є розсіяним скупченням в сузір'ї Рака.

## Історія відкриття
Скупчення було відкрито Йоганном Келлером 1779 року.

## Цікаві характеристики
Вік скупчення оцінюється в 3,2 мільярда років. M67 — одне з найстаріших серед відомих зоряних скупчень.

## Спостереження

Розсіяне скупчення M67 у сузір'ї Рака

Деякі спостерігачі з особливо добрим зором стверджують, що бачать це розсіяне скупчення неозброєним оком. Воно розташоване на два градуси на захід Акубенса (α Рака, 4,3m). Найкращий час для спостережень — зима. У бінокль чи шукач телескопа скупчення у вигляді дифузної іскристої плями видно на північний захід від порівняно яскравої (7,8m) помаранчевої зірки. Пляма нагадує амебу з виступами на схід і південний захід.
У телескоп з апертурою 200—250 мм на місці скупчення видно більше сотні зір, дуже різних за яскравістю. Найяскравіші (10—11m) — помаранчеві та жовті. Зорі досить сильно концентруються до центру скупчення і добре виділяються на бідному зірками тлі неба. Все скупчення досить велике — його площа на небі така ж, як у повного Місяця.
Це найстаріше розсіяне скупчення з каталогу Мессьє об'єднує зірки, що проеволюціонували найдалі. Навіть у набагато більш представницькому каталозі NGC лише NGC 188 (поблизу Північного Полюсу Світу) та NGC 6791 (на сході сузір'я Ліри) оцінюються як старіші.

### Сусіди по небу з каталогу Мессьє
- М44 — (на північ, у середині сузір'я Рак) яскраве і велике скупчення «Ясла»;
- М48 — багате зірками з цікавим малюнком скупчення в Гідрі (далеко на південь від М67);
- М95 / 96 — пара галактик у середній частині Лева (на схід від М67);
- М35 — яскраве розсіяне скупчення на заході Близнят

### Послідовність спостереження в «Марафоні Мессьє»
… М47 → М48 →М67 → М44 → М95 …

## Навігатори
Координати:  08г 51.4м 00с, +11° 49′ 00″